# Schah

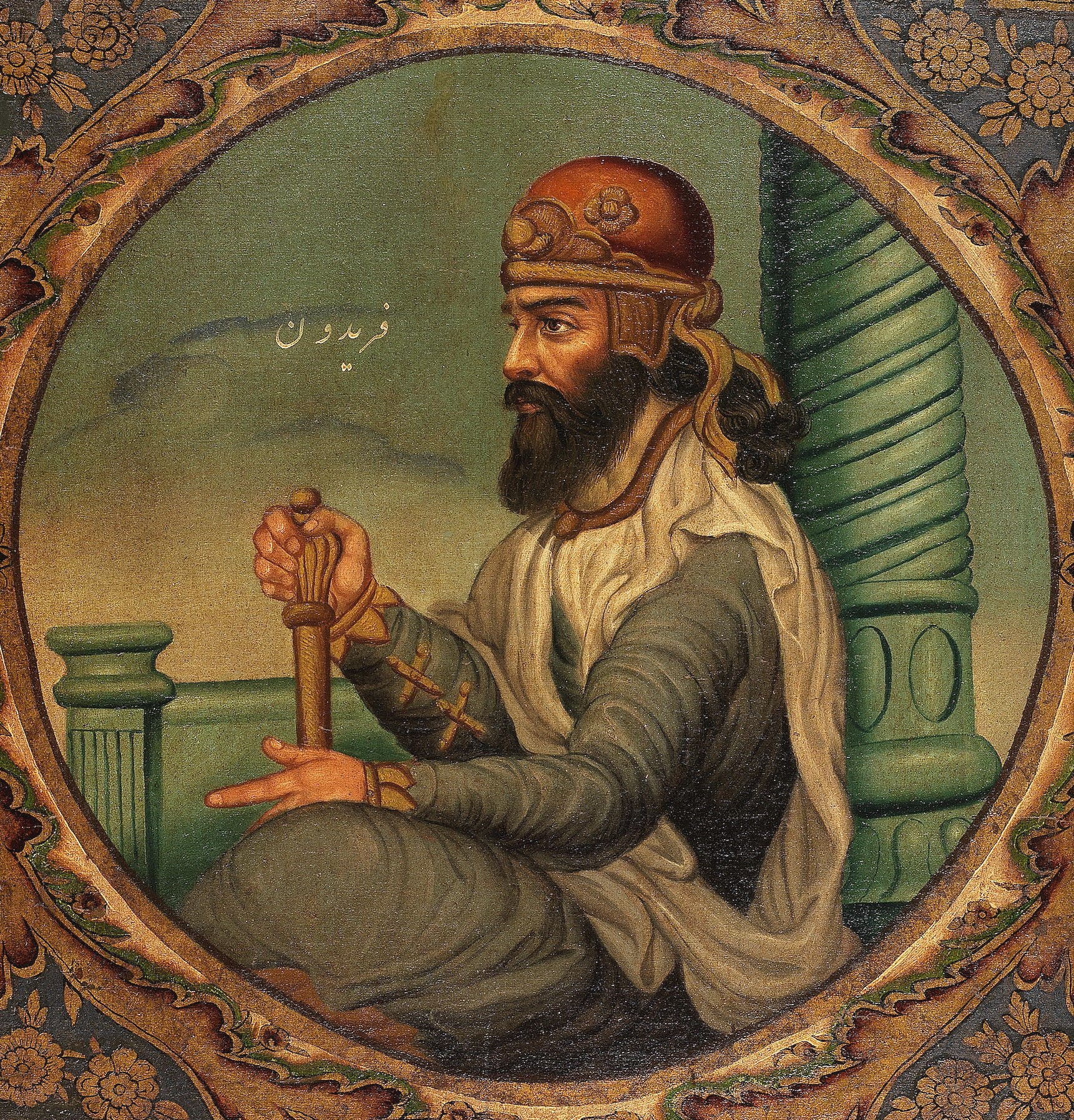
In der iranischen Mythologie wird Faridun nach der Tötung der Schlange Azhi Dahaka zum Schah inthronisiert, er ist das Sinnbild des gerechten und großzügigen Herrschers

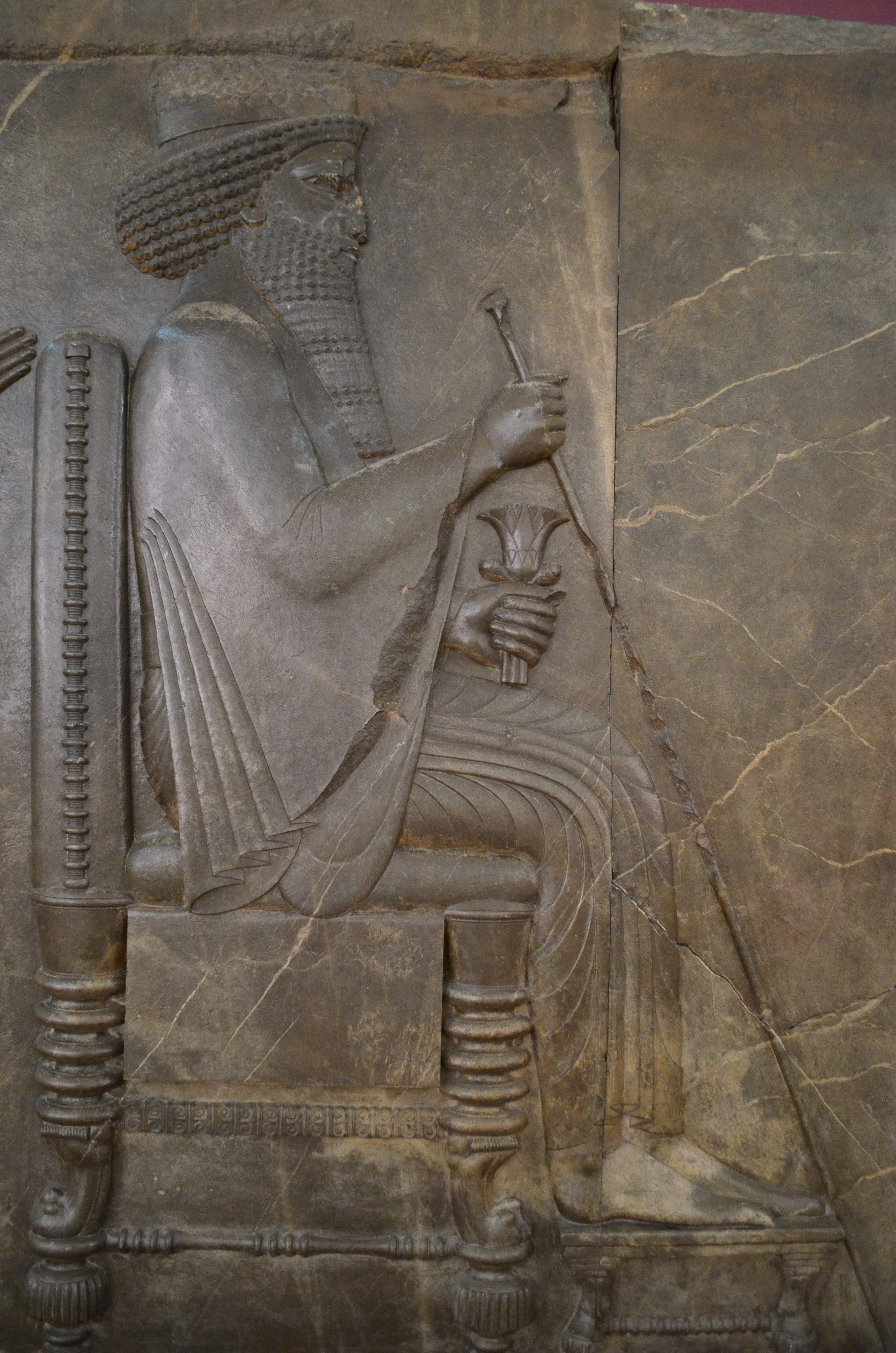
Xerxes I., Schah von Persien (regierte 486–465 v. Chr.)

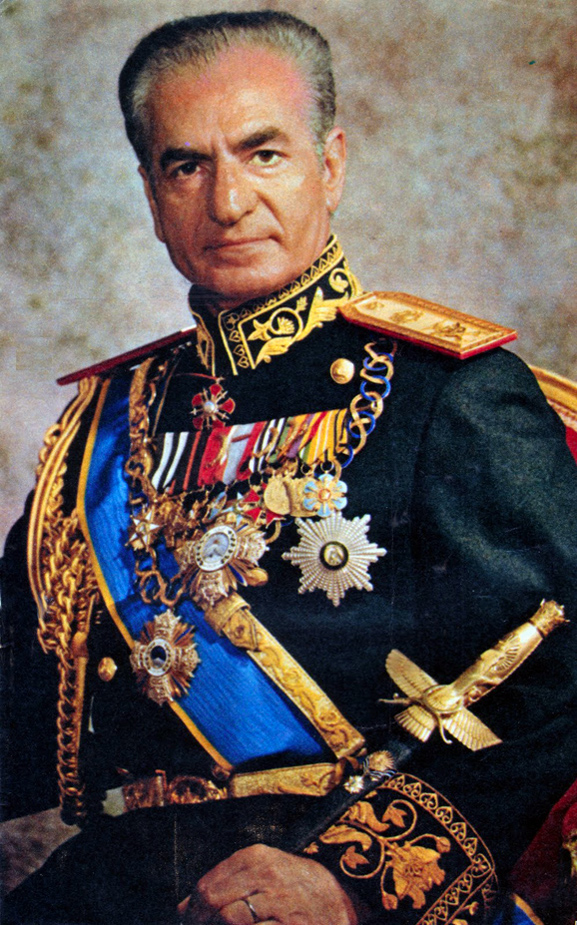
Mohammad Reza Pahlavi, der letzte Schah von Persien (regierte 1941–1979)

Schah (persisch شاه, DMG Šāh, Aussprache [ʃɒːh]) ist das persische Wort für Herrscher. Der Wortstamm wurde in Persien bzw. im iranischen Kulturraum bereits in der Antike zur Zeit der Achämeniden, Parther und Sassaniden verwendet. In islamischer Zeit blieb der Titel weiterhin in Gebrauch. So nannten sich bis zur iranischen Revolution 1979 u. a. die Safawiden, die Kadscharen und die Pahlavi-Herrscher „Schah“, aber auch die afghanischen Herrscher des 18., frühen 19. und 20. Jahrhunderts (1926 bis zum Sturz der Monarchie im Jahre 1973).
Schah ist häufiger Namensbestandteil, z. B. beim Namen Schahbaz. Auch der Name des Schachspiels geht auf das persische Wort zurück.

## Etymologie
Die altpersische Sprache der achämenidischen Könige kennt fünf Logogramme. Eines der fünf Ideogramme ist das Logogramm für „König“ (XŠ). Die Überlieferung zeigt, dass die altpersischen Logogramme in den achämenidischen Königsinschriften abhängig von der Zeit und den Standorten waren. Dareios I. verwendete zum Beispiel in der Behistun-Inschrift keine Logogramme, sondern ließ das Wort ausschreiben. Das Logogramm wie auch das geschriebene Wort werden von den Indogermanisten als xšāyaθiya transkribiert und mit „König“ übersetzt. Die Encyclopædia Britannica transkribiert den altpersischen Begriff mit Khshayathiya. Die Schreibweise enthüllt das darin enthaltene sha (bzw. scha) und vollzieht die Verbindung von der altpersischen Überlieferung zur Kurzform Schah.
Unter dem altpersischen Begriff für König, xšāyaθiya, ist ursprünglich nicht ein einziger König über ein einheitliches Königreich zu verstehen. Xšāyaθiya bezog sich auf die Macht von einigen wenigen, die sich diese teilten. Sie stellten die Regeln für unterschiedliche Räume und Gruppen auf und konnten sie durchsetzen. Die Umwandlung des Begriffs zum heutigen Verständnis eines Königs vollzog sich, als Dareios I. eine Theorie des Königtums entwickelte, die sowohl seiner imperialen Macht als auch seiner iranischen Volkszugehörigkeit entsprach.

## Varianten
Zu den wichtigsten und ältesten Variationen des Schah-Titels gehört die Form Schahanschah (neupersisch شاهنشاه, DMG šāhanšāh, mittelpersisch und neupersisch etwa bis zur Buyidenzeit šāhān-šāh). Der Begriff geht bis auf die Achämeniden zurück, die die beiden Wörter aneinandergereiht in den Königsinschriften verwendet haben. Die Indogermanisten übersetzen die Variante xšāyaθiya xšāyaθiyānām mit „König der Könige“. Die im Deutschen vor allem über die Presse ebenfalls bekannt gewordene Form Schahinschah – auch Schah-In-Schah – ist von der türkischen Form şehinşah oder şahinşah beeinflusst. Der Titel bedeutet in wörtlicher Übersetzung „Herrscher der Herrscher“ und beschreibt einen absoluten Herrscher, vergleichbar mit einem „Großkönig“ (genannt auch „König der Könige“) oder „Kaiser“. Schahanschah konnte (ursprünglich) immer nur ein oberster, mächtigster Monarch zur selben Zeit sein. Neben den persischen Herrschern (bis zu Mohammad Reza Pahlavi) trugen diesen Titel auch kleinasiatische oder transkaukasische Großkönige wie z. B. Mithradates VI. von Pontos oder Tigranes II. von Armenien. Nach dem Sturz der Sassaniden durch die Araber wurde der Titel von den Buyiden wiedereingeführt.
Die Nebenform Padischah, Padeschah oder Padschah (persisch پادشاه, DMG pād[e]šāh) bedeutet „Herrscher“ oder „Großkönig“, im heutigen persischen Sprachgebrauch jedoch „König“. Sie ist zusammengesetzt aus den altiranischen Wörtern patiy (Adv. „auf etwas zu, entgegen; abermals“) und xšāyaθiya- („Herrscher“, abgeleitet aus dem Verb xšā(y) „vermögen, herrschen“). Diese Variation des Schah-Titels wurde vor allem für die Sultane der Osmanen (bis 1922) und die Herrscher des indischen Mogulreichs (bis 1858) verwendet.
Als regionale Varianten existierten unter anderen die Formen Choresm-Schah („Schah von Choresmien“), Schirwan-Schah („Schah von Schirwan“) und Schah-i Arman („Schah der Armenier“).

## Ableitungen
Direkt abgeleitet von Padischah ist der bekannte osmanische Titel Pascha.
Schah-zade (von Schahzād; شهزاد) heißt auf Persisch Prinz, schah-zade-chanom oder schah-docht Prinzessin und schah-zan Königin. Das ins Türkische übertragene Lehnwort Şehzade war ein osmanischer Titel.
Den Titel seiner Gattin Farah Diba änderte Mohammad Reza Pahlavi 1961 in schāh-bānū.

## Schach
Auch der Name des Schachspiels leitet sich vom Wort Schah ab. Schachmatt wird zurückgeführt auf den Ausdruck schah mat (šāh māt – „der König ist hilflos/geschlagen“).